# الساندرو مارکاندالی
الساندرو مارکاندالی (انگلیسی: Alessandro Marcandalli؛ زادهٔ ۲۵ اکتبر ۲۰۰۲) بازیکن فوتبال اهل ایتالیا است که در حال حاضر برای ونتزیا در پست مدافع بازی می‌کند.
از باشگاه‌هایی که در آن بازی کرده است می‌توان به رجانا، جنوآ، چیتا دی پونتدرا و جیانا ارمنیو اشاره کرد.
وی همچنین در تیم ملی فوتبال زیر ۲۰ سال ایتالیا بازی کرده است.

## دوران باشگاهی
الساندرو مارکاندالی فوتبال را از آکادمی جوانان آتالانتا آغاز کرد و سپس در سن ۱۵ سالگی به جیانا ارمینیو پیوست. او نخستین بازی حرفه‌ای و بزرگسال خود را با جیانا ارمینیو در شکست ۳–۰ مقابل لیورنو در سری سی در تاریخ ۱۱ نوامبر ۲۰۲۰ و در سن ۱۸ سالگی انجام داد. در تاریخ ۲۰ ژانویهٔ ۲۰۲۱، او به‌صورت قرضی به جنوا پیوست تا نیم‌فصل دوم فصل ۲۱–۲۰۲۰ را در آن باشگاه سپری کند و به تیم زیر ۱۹ سال آن‌ها ملحق شد.
در تابستان ۲۰۲۱، او به‌طور دائمی به جنوا منتقل شد و قراردادی تا سال ۲۰۲۶ امضا کرد. در ۲۸ ژوئیهٔ ۲۰۲۲، او به‌صورت قرضی به مدت یک فصل به پونتدرا در سری سی پیوست. در ۶ ژوئیهٔ ۲۰۲۳، او به‌صورت قرضی به مدت یک فصل به رجیانا در سری بی پیوست، جایی که به مهره‌ای ثابت در ترکیب اصلی تبدیل شد. در تابستان ۲۰۲۴، او به تیم بزرگسالان جنوا ارتقا یافت تا برای فصل پیش‌رو در سری آ آماده شود. او نخستین بازی خود در سری آ را برای جنوا در تاریخ ۱۹ اکتبر ۲۰۲۴ در تساوی ۲–۲ مقابل بولونیا انجام داد. او بازی را از ابتدا آغاز کرد و در نیمهٔ دوم تعویض شد.
در تاریخ ۲۸ ژانویهٔ ۲۰۲۵، مارکاندالی به‌صورت قرضی تا پایان فصل به ونتزیا پیوست.